# 紺屋

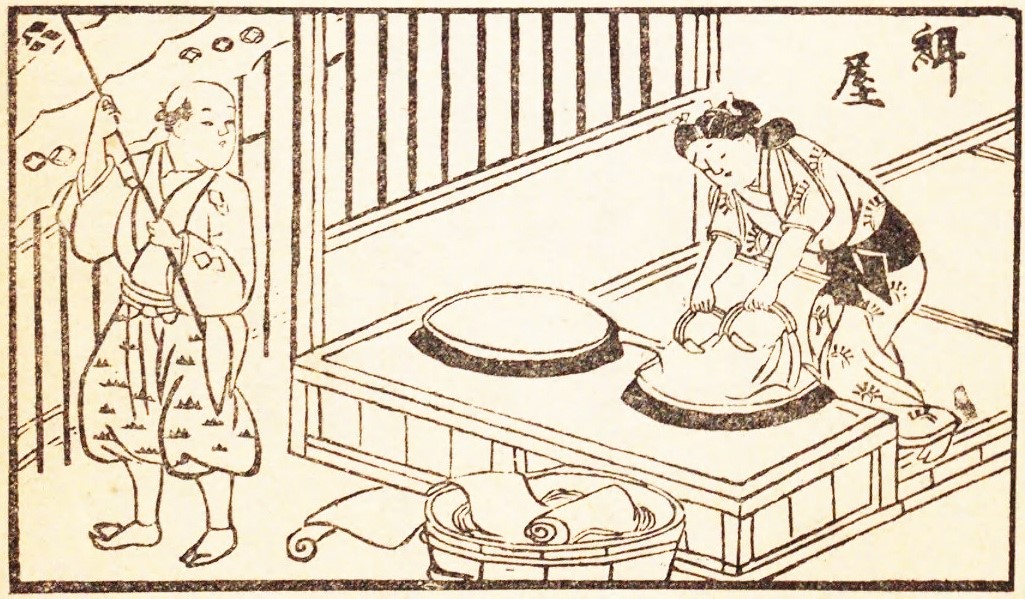
江戸時代の紺屋

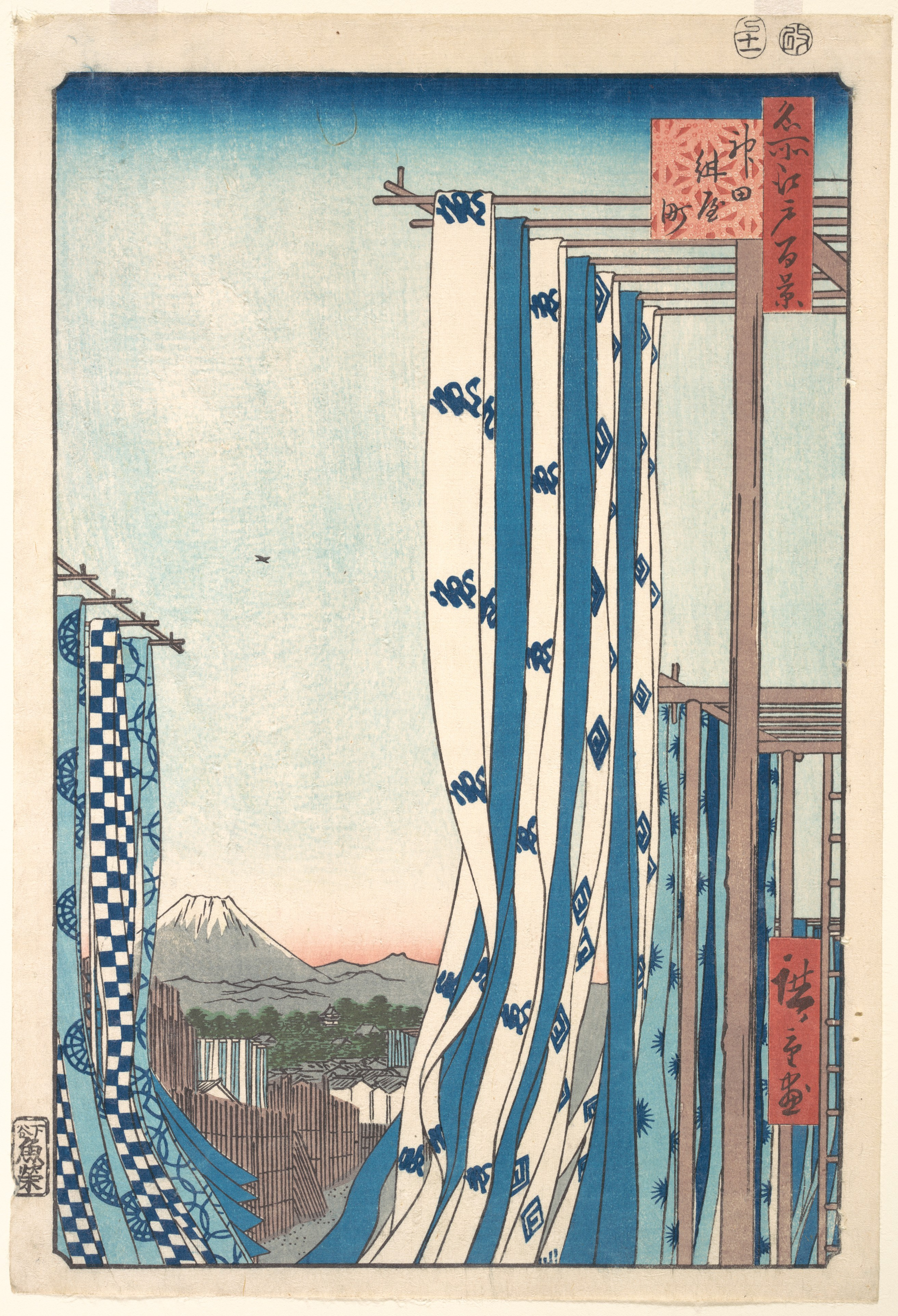
江戸の紺屋町を描いた広重の浮世絵

紺屋（こうや、こんや）とは江戸時代に染め物屋をさした言葉。もしくは、その店の主人を指す。
むらさき屋とも。

## 歴史
もともと、「紺屋」は中世に「紺掻き」と言われた藍染専門の職人を呼んだものだが、非常に繁盛したため、江戸時代には藍染に限らず染物屋全般の代名詞となった。
日本中に点在していたが、1615年には大坂、1721年に江戸、1756年に京都で、それぞれ紺屋仲間が成立する。
天保の改革のときには株仲間禁令によって一旦、途絶えたが、1850年ごろの嘉永の再興令によって復活した。
絵心や色彩感覚が必要な職業からか、しばしば紺屋から著名な絵師を輩出した。代表的な絵師として、長谷川等伯、曾我蕭白、亜欧堂田善、小田海僊、鈴木其一、歌川国芳、大橋翠石などが挙げられる。
関西では染物、洗い張り、湯のしなど一切を引き受ける職業を悉皆屋（しっかいや）と言い、染物屋は紺染屋、茶染屋、紅染屋と分業的な名称で呼んだ。両毛地方では藍染以外の染業者を合雑紺屋と俗称した。

## 特殊技能
江戸時代の染色工は使用する染料の種類によって四つのグループに分かれた。特に染色の困難な紫草を扱う紫師、冬季に染色を行う紅花を扱う紅師、矢車や橡などを扱い茶色系の多彩な中間色を染め上げる茶染師、長年の研鑽によってスクモ玉の発酵を調節しさまざまな布製品を染める藍を扱う紺屋である。
まず、阿波の栽培農家が夏に収穫した蓼藍の葉を発酵させ乾燥させたスクモという原料を作る、これを搗き固めてボール状の塊である「藍玉」として海路で京・大坂や江戸へ運ぶ。紺屋はこれを藍甕に入れて木灰や石灰、ふすまを加えてその上で水を加えて加熱することによって酵素を活発にし染料を作る。この一連の作業を「藍を建てる」という。

## 紺屋にまつわる成語
紺屋の白袴
技能で生計を立てるものが却って自分に技能を適用できないこと。紺屋は特殊な技能を必要とされる上、流行に左右される商売で多忙であった。一方で、染物を扱うところであえて白い袴をつけて、少しも汚さないという職人気質を表した語という見方もある。
そもそも和服では白は白無垢、死に装束か染める前の物くらいなので、普通に着る色ではないことからこのことわざができている。
紺屋の明後日
日取りが当てにならないこと。染色は天候に左右されるため、依頼した商品が期限内に仕上がらないことが多かった。

## 非人との関係
柳田国男の『毛坊主考』によると、昔は藍染めの発色をよくするために人骨を使ったことから、紺屋は墓場を仕事場とする非人と関係を結んでいた。墓場の非人が紺屋を営んでいたという中世の記録もあり、そのため西日本では差別視されることもあったが、東日本では信州の一部を除いてそのようなことはなかった。山梨の紺屋を先祖に持つ中沢新一は実際京都で差別的な対応に出くわして初めてそのことを知らされたという。